# Хавеа, Соане
Соане Хавеа (англ. Soane Havea, родился 29 августа 1981) — тонганский регбист, выступавший на позициях флай-хава и скрам-хава.

## Биография
На клубном уровне представлял «Марист Ма'уфанга» и «Таутахи Голд» в чемпионате Тонга. За сборную Тонга сыграл 28 тест-матчей, участвовал в розыгрыше Кубка тихоокеанских наций и чемпионате мира 2007 года
. Играл за вторую сборную Тонга в Тихоокеанском кубке и чемпионате Америки 2010 года.